# Central Asian Survey
Central Asian Survey es una publicación académica sobre estudios de Asia Central. Establecida en 1982. Es la única con ese tema sujeta a revisión por pares y con aportes multidisciplinarios. Los lugares que abarca son: las antiguas repúblicas soviéticas de Asia Central, el Cáucaso, Xinjiang, Mongolia, Afganistán, Irán y Turquía. En 2007 fue reorganizada por su editor, Dr. Deniz Kandiyoti.
Publicada por Taylor & Francis, que saca a la luz cuatro números al año. Kandiyoti es hoy el editor emérito y la revista está a cargo de Madeleine Reeves. Olivier Roy forma parte del consejo de redacción.